# 古川美術館
古川美術館（ふるかわびじゅつかん）は、愛知県名古屋市千種区にある美術館である。

## 概要
ヘラルドグループの創業者で初代館長である古川為三郎が収集した美術品コレクションを寄付し、1991年（平成3年）11月にオープン。近代日本画を中心とし洋画、陶磁器、工芸品などの作品を約2800点を収蔵している。また、分館として爲三郎記念館がある。

## 主な収蔵品
- 伊藤小坡『観桜美人之図』
- 伊東深水『ほたる』
- 上村松園『初秋』
- 上村松篁『燦』
- 片岡球子『桜咲く富士』
- 鏑木清方『夏の日盛』
- 川合玉堂『田子浦』
- 福田平八郎『雪中竹』
- 前田青邨『祝ひ日』、『薔薇』
- 森田曠平『立美人』
- 安田靫彦『神皇正統記』
- 横山大観『三保之富士・松原』

## 交通アクセス
- 名古屋市営地下鉄東山線「池下駅」から徒歩で約3分。
- 名古屋市営地下鉄東山線「覚王山駅」から徒歩で約5分。